# Dendrocerus bifoveatus
Dendrocerus bifoveatus är en stekelart som först beskrevs av Jean-Jacques Kieffer 1907.  Dendrocerus bifoveatus ingår i släktet Dendrocerus och familjen trefåresteklar. Arten är reproducerande i Sverige. Inga underarter finns listade i Catalogue of Life.